# ویتوریو ویزر
ویتوریو وِیزر (ایتالیایی: Vittorio Vaser؛ ۱۲ ژوئن ۱۹۰۴ – ۳۰ اکتبر ۱۹۶۳) یک هنرپیشه اهل ایتالیا بود.
از فیلم‌ها یا برنامه‌های تلویزیونی که وی در آن نقش داشته است می‌توان به دون بوسکو، دبران اشاره کرد. پسر وی به نام ارنستو ویزر نیز بازیگر است.

## منتخب فیلم‌شناسی
- خورشید (۱۹۲۹)
- مورد هلر (۱۹۳۳)
- دبران (۱۹۳۵)
- دون بوسکو (۱۹۳۵)
- زنی تنها (۱۹۵۶)